# Jimmy Greaves

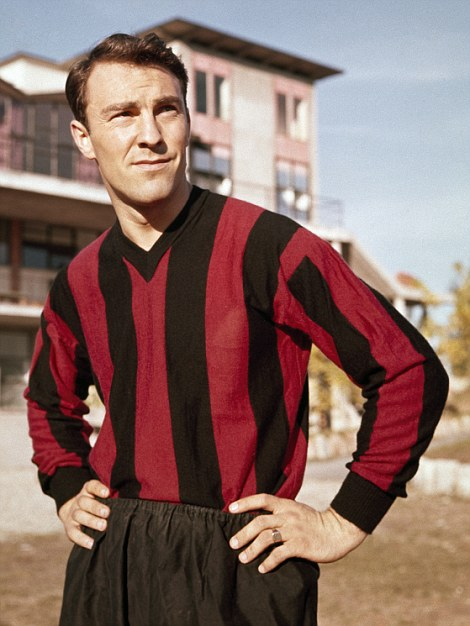
Jimmy Greaves en el Milan en 1961

James Peter "Jimmy" Greaves (East Ham, Londres, 20 de febrero de 1940-Danbury, 19 de septiembre de 2021) fue un futbolista británico. Hasta la fecha, el segundo máximo goleador del club londinense Tottenham Hotspur, con 266 goles en 379 partidos (tras ser superado por Harry Kane en 2023), y el cuarto de la Selección de Inglaterra, con 44 goles en 57 partidos. Es también el máximo goleador histórico de la Primera División de Inglaterra con 357 tantos convertidos.

## Trayectoria

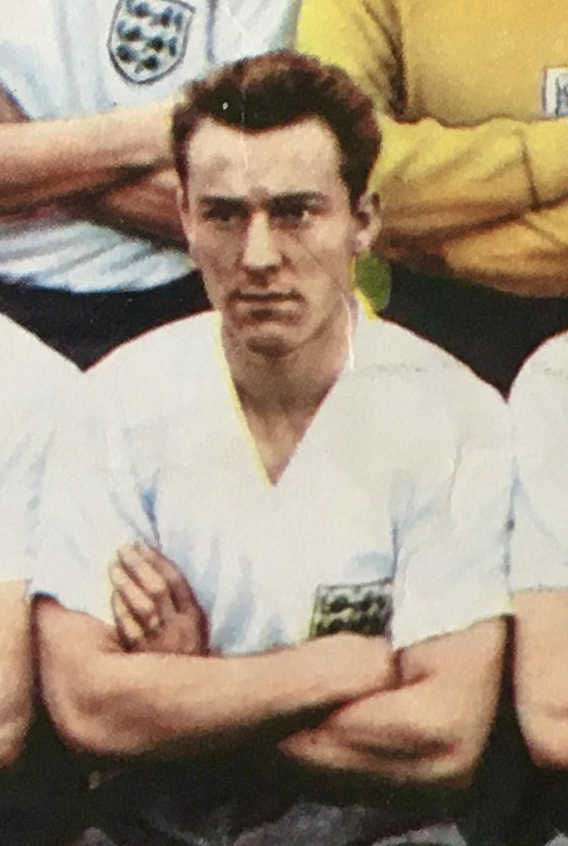
Jimmy Greaves con la selección inglesa en 1959.

Su primer club fue el Chelsea, en el que estuvo desde 1957 a 1961 y disputó 157 partidos en los que marcó 124 goles. En abril de 1961 fue vendido al A. C. Milan italiano aunque volvió a Inglaterra a finales del mismo año fichado por Tottenham Hotspur. Con Tottenham ganó la FA Cup en dos ocasiones (1961-62 y 1966-67), el Charity Shield, también en dos ocasiones (1962 y 1967) y la Recopa de Europa de la UEFA en 1963). En 1970 fue trasladado a West Ham United.

## Selección nacional
Ha sido internacional con la Selección de Inglaterra en 57 ocasiones y marcó 44 goles.

### Participaciones en Copas del Mundo
| Mundial              | Sede       | Resultado        |
| -------------------- | ---------- | ---------------- |
| Copa Mundial de 1962 | Chile      | Cuartos de final |
| Copa Mundial de 1966 | Inglaterra | Campeón          |

### Goles internacionales
| Fecha      | Lugar                             | Rival              | Resultado | Competición                          | Goles                                 |
| ---------- | --------------------------------- | ------------------ | --------- | ------------------------------------ | ------------------------------------- |
| 19-05-1959 | Estadio Nacional, Lima            | Perú               | 1-4       | Amistoso                             | Anotado                               |
| 17-10-1959 | Ninian Park, Cardiff              | Gales              | 1-1       | Campeonato británico 1960            | Anotado                               |
| 11-05-1960 | Empire Stadium, Wembley           | Yugoslavia         | 3-3       | Amistoso                             | Anotado                               |
| 08-10-1960 | Windsor Park, Belfast             | Irlanda del Norte  | 5-2       | Campeonato británico 1961            | Anotado · Anotado                     |
| 15-10-1960 | Stade Municipal, Luxembourg-Ville | Luxemburgo         | 9-0       | Clasificación Copa del Mundo de 1962 | Anotado · Anotado · Anotado           |
| 26-10-1960 | Empire Stadium, Wembley           | España             | 4-2       | Amistoso                             | Anotado                               |
| 23-11-1960 | Empire Stadium, Wembley           | Gales              | 5-1       | Campeonato británico 1961            | Anotado · Anotado                     |
| 15-04-1961 | Empire Stadium, Wembley           | Escocia            | 9-3       | Campeonato británico 1961            | Anotado · Anotado · Anotado           |
| 24-05-1961 | Stadio Olimpico, Roma             | Italia             | 3-2       | Amistoso                             | Anotado                               |
| 27-05-1961 | Prater Stadium, Vienna            | Austria            | 1-3       | Amistoso                             | Anotado                               |
| 20-05-1962 | Estadio Nacional, Lima            | Perú               | 4-0       | Amistoso                             | Anotado · Anotado · Anotado           |
| 02-06-1962 | Estadio El Teniente, Rancagua     | Chile              | 3-1       | Copa del Mundo de 1962               | Anotado                               |
| 20-10-1962 | Windsor Park, Belfast             | Irlanda del Norte  | 3-1       | Campeonato británico 1963            | Anotado                               |
| 21-11-1962 | Empire Stadium, Wembley           | Gales              | 4-0       | Campeonato británico 1963            | Anotado                               |
| 29-05-1963 | Tehelné Pole, Bratislava          | Checoslovaquia     | 4-2       | Amistoso                             | Anotado · Anotado                     |
| 12-10-1963 | Ninian Park, Cardiff              | Gales              | 4-0       | Campeonato británico 1964            | Anotado · Anotado                     |
| 23-10-1963 | Empire Stadium, Wembley           | Resto del mundo XI | 2-1       | Amistoso                             | Anotado                               |
| 20-11-1963 | Empire Stadium, Wembley           | Gales              | 8-3       | Campeonato británico 1964            | Anotado · Anotado · Anotado · Anotado |
| 24-05-1964 | Dalymount Park, Dublín            | Irlanda            | 3-1       | Amistoso                             | Anotado                               |
| 30-05-1964 | Maracaná, Río de Janeiro          | Brasil             | 1-5       | Taça das Nações                      | Anotado                               |
| 03-10-1964 | Windsor Park, Belfast             | Irlanda del Norte  | 4-3       | Campeonato británico 1965            | Anotado · Anotado · Anotado           |
| 09-12-1964 | Olympisch Stadion, Ámsterdam      | Países Bajos       | 1-1       | Amistoso                             | Anotado                               |
| 10-04-1965 | Empire Stadium, Wembley           | Escocia            | 2-2       | Campeonato británico 1965            | Anotado                               |
| 05-05-1965 | Empire Stadium, Wembley           | Hungría            | 1-0       | Amistoso                             | Anotado                               |
| 04-05-1966 | Empire Stadium, Wembley           | Yugoslavia         | 2-0       | Amistoso                             | Anotado                               |
| 04-05-1966 | Ullevaal Stadion, Oslo            | Noruega            | 6-1       | Amistoso                             | Anotado · Anotado · Anotado · Anotado |
| 24-05-1967 | Empire Stadium, Wembley           | España             | 2-0       | Amistoso                             | Anotado                               |

## Clubes
Actualizado a fin de carrera deportiva.
| Club | Div           | Temporada     | Liga  | Liga  | Copas Nacionales(1) | Copas Nacionales(1) | Otras Copas(2) | Otras Copas(2) | Torneos Internacionales(3) | Torneos Internacionales(3) | Supercopas Nacionales(4) | Supercopas Nacionales(4) | Total | Total |
| Club | Div           | Temporada     | Part. | Goles | Part.               | Goles               | Part.          | Goles          | Part.                      | Goles                      | Part.                    | Goles                    | Part. | Goles |
| --- | ------------- | ------------- | ----- | ----- | ------------------- | ------------------- | -------------- | -------------- | -------------------------- | -------------------------- | ------------------------ | ------------------------ | ----- | ----- |
| Chelsea F. C. Inglaterra | 1.ª           | 1957-58       | 35    | 22    | 2                   | -                   | -              | -              | -                          | -                          | -                        | -                        | 37    | 22    |
| Chelsea F. C. Inglaterra | 1.ª           | 1958-59       | 42    | 32    | 2                   | 2                   | -              | -              | 3                          | 3                          | -                        | -                        | 47    | 37    |
| Chelsea F. C. Inglaterra | 1.ª           | 1959-60       | 40    | 29    | 2                   | 1                   | -              | -              | -                          | -                          | -                        | -                        | 42    | 30    |
| Chelsea F. C. Inglaterra | 1.ª           | 1960-61       | 40    | 41    | 1                   | -                   | 2              | 2              | -                          | -                          | -                        | -                        | 43    | 43    |
| Chelsea F. C. Inglaterra | Total         | Total         | 157   | 124   | 7                   | 3                   | 2              | 2              | 3                          | 3                          | 0                        | 0                        | 169   | 132   |
| A. C. Milan · Italia | 1.ª           | 1961          | 10    | 9     | 1                   | -                   | -              | -              | 2                          | -                          | -                        | -                        | 12    | 9     |
| A. C. Milan · Italia | Total         | Total         | 10    | 9     | 1                   | 0                   | 0              | 0              | 2                          | 0                          | 0                        | 0                        | 13    | 9     |
| Tottenham Hotspur F. C. Inglaterra | 1.ª           | 1961-62       | 22    | 21    | 7                   | 9                   | -              | -              | 2                          | -                          | -                        | -                        | 31    | 30    |
| Tottenham Hotspur F. C. Inglaterra | 1.ª           | 1962-63       | 41    | 37    | 1                   | -                   | -              | -              | 6                          | 5                          | 1                        | 2                        | 49    | 44    |
| Tottenham Hotspur F. C. Inglaterra | 1.ª           | 1963-64       | 41    | 35    | 2                   | -                   | -              | -              | 2                          | 1                          | -                        | -                        | 45    | 36    |
| Tottenham Hotspur F. C. Inglaterra | 1.ª           | 1964-65       | 41    | 29    | 4                   | 6                   | -              | -              | -                          | -                          | -                        | -                        | 45    | 35    |
| Tottenham Hotspur F. C. Inglaterra | 1.ª           | 1965-66       | 29    | 15    | 2                   | 1                   | -              | -              | -                          | -                          | -                        | -                        | 31    | 16    |
| Tottenham Hotspur F. C. Inglaterra | 1.ª           | 1966-67       | 38    | 25    | 8                   | 6                   | 1              | -              | -                          | -                          | -                        | -                        | 47    | 31    |
| Tottenham Hotspur F. C. Inglaterra | 1.ª           | 1967-68       | 39    | 23    | 4                   | 3                   | -              | -              | 4                          | 3                          | 1                        | -                        | 48    | 29    |
| Tottenham Hotspur F. C. Inglaterra | 1.ª           | 1968-69       | 42    | 27    | 4                   | 4                   | 6              | 5              | -                          | -                          | -                        | -                        | 52    | 36    |
| Tottenham Hotspur F. C. Inglaterra | 1.ª           | 1969-70       | 28    | 8     | 4                   | 3                   | 1              | -              | -                          | -                          | -                        | -                        | 33    | 11    |
| Tottenham Hotspur F. C. Inglaterra | Total         | Total         | 321   | 220   | 36                  | 32                  | 8              | 5              | 14                         | 9                          | 2                        | 2                        | 381   | 266   |
| West Ham United F. C. Inglaterra | 1.ª           | 1969-70       | 6     | 4     | -                   | -                   | -              | -              | -                          | -                          | -                        | -                        | 6     | 4     |
| West Ham United F. C. Inglaterra | 1.ª           | 1970-71       | 32    | 9     | 1                   | -                   | 1              | -              | -                          | -                          | -                        | -                        | 34    | 9     |
| West Ham United F. C. Inglaterra | Total         | Total         | 38    | 13    | 1                   | 0                   | 1              | 0              | 0                          | 0                          | 0                        | 0                        | 40    | 13    |
| Total carrera | Total carrera | Total carrera | 526   | 366   | 45                  | 35                  | 11             | 7              | 19                         | 12                         | 2                        | 2                        | 603   | 422   |
| (1) Incluye datos de la FA Cup (1957-71) / Copa Italia (1961). (2) Incluye datos de la Capital One Cup (1957-71). (3) Incluye datos de la Copa de Ferias (1958-61), Copa de Europa (1961-62), Recopa de Europa (1962-68). (3) Incluye datos de la Community Shield (1962-68). |               |               |       |       |                     |                     |                |                |                            |                            |                          |                          |       |       |

## Palmarés

### Campeonatos nacionales
| Título | Club              | País       | Año  |
| ------ | ----------------- | ---------- | ---- |
| FA Cup | Tottenham Hotspur | Inglaterra | 1962 |
| FA Cup | Tottenham Hotspur | Inglaterra | 1967 |

### Copas internacionales
| Título                 | Club              | País       | Año  |
| ---------------------- | ----------------- | ---------- | ---- |
| Recopa de Europa       | Tottenham Hotspur | Rotterdam  | 1963 |
| Copa Mundial de Fútbol | Selección Inglesa | Inglaterra | 1966 |

### Distinciones individuales
| Distinción                                                                 | Año     |
| -------------------------------------------------------------------------- | ------- |
| Máximo goleador de la Liga Inglesa (33 goles)                              | 1958-59 |
| Máximo goleador de la Liga Inglesa (41 goles)                              | 1960-61 |
| Máximo goleador de la Liga Inglesa (37 goles)                              | 1962-63 |
| Máximo goleador de la Liga Inglesa (35 goles)                              | 1963-64 |
| Máximo goleador de la Liga Inglesa (29 goles)                              | 1964-65 |
| Máximo goleador de la Liga Inglesa (27 goles)                              | 1968-69 |
| Máximo goleador histórico de la Primera División de Inglaterra (357 goles) |         |

## Libros (en colaboración con Norman Giller)
| - This One’s On Me - The Final (novela) - The Ball Game (novela) - The Boss (novela) - The Second Half (novela) - Let’s Be Honest (con Reg Gutteridge) - Greavsie’s Heroes and Entertainers - World Cup History - GOALS! The greatest ever scored - Stop the Game, I Want to Get On | - The Book of Football Lists - Taking Sides - Funny Old Games, with Ian St John - Sports Quiz Challenge - Sports Quiz Challenge 2 - It’s A Funny Old Life - Saint & Greavsie’s World Cup Special - The Sixties Revisited - Don’t Shoot the Manager |